# Herbert Opitz
Herbert Opitz (Magdeburg, 1915. március 7. – Vizcayai-öböl, 1941. november 30.) német tengeralattjáró-kapitány volt a második világháborúban. Három hajót (4208 brt) semmisített meg.

## Pályafutása
1934. április 8-án csatlakozott a német haditengerészethez. 1940. augusztus 12-én kinevezték az U–5 parancsnokának, majd 1941. május 17-én megkapta a VIIC típusú U–206 kapitányi tisztségét. A tengeralattjáróval három őrjáratot tett. Utolsó útján az U–206 eltűnt a Vizcayai-öbölben, feltehetően felrobbant, amikor aknára futott. Herbert Opitz és 45 bajtársa meghalt.

## Összegzés
| Hajója | Parancsnoki szolgálata                  | Őrjáratok száma | Őrjáratok hossza (nap) | Eltalált hajók száma | Eltalált hajók vízkiszorítása (brt) |
| ------ | --------------------------------------- | --------------- | ---------------------- | -------------------- | ----------------------------------- |
| U–5    | 1940. augusztus 12. – 1941. március 27. | 0               | 0                      | 0                    | 0                                   |
| U–206  | 1941. május 17. – 1941. november 30.    | 3               | 68                     | 3                    | 4208                                |

## Elsüllyesztett hajók
| Búvárhajó | Nap                | Hajó              | Nemzetisége        | Vízkiszorítása (brt |
| --------- | ------------------ | ----------------- | ------------------ | ------------------- |
| U–206     | 1941. augusztus 9. | Ocean Victor      | Egyesült Királyság | 202 brt             |
| U–206     | 1941. október 14.  | HMS Fleur de Lys* | Egyesült Királyság | 925 brt             |
| U–206     | 1941. október 19.  | Baron Kelvin      | Egyesült Királyság | 3081 brt            |

* Hadihajó